# Neil Smith (football américain)
Pour les articles homonymes, voir Neil Smith et Smith.
(en) Statistiques sur pro-football-reference
Neil Smith (né le 10 avril 1966 à La Nouvelle-Orléans dans l'État de Louisiane aux États-Unis) est un joueur américain de football américain qui évoluait au poste de defensive end.
Étudiant à l'Université du Nebraska et jouant pour les Cornhuskers là-bas, il est choisi en deuxième position par les Chiefs de Kansas City lors de la draft 1988 de la NFL. Il a également joué pour les Broncos de Denver, avec lesquels il remporte deux titres du Super Bowl, et les Chargers de San Diego.
Durant sa carrière dans la NFL, il a été sélectionné six fois pour le Pro Bowl et quatre fois dans l'équipe All-Pro, et a mené la ligue sur le nombre de sacks réussis avec 15 en 1993. Durant sa carrière de 13 saisons où il a joué 191 parties, il a réalisé 104,5 sacks et 582 plaqués. Il est élu dans l'équipe NFL de la décennie 1990.